# Seegefecht bei Kap Bon (1941)
Das Seegefecht bei Kap Bon (englisch: Battle of Cape Bon, italienisch: Battaglia di Capo Bon) fand am 13. Dezember 1941 während des Zweiten Weltkriegs zwischen einem britischen Zerstörerverband und einem italienischen Kreuzerverband statt.

## Vorgeschichte
Als Italien am 10. Juni 1940 Frankreich und Großbritannien den Krieg erklärte, war die Regia Marina eine der größten Seestreitkräfte der Welt, allerdings war sie auf das Mittelmeer beschränkt. Das britische Empire verfügte über genügend Ressourcen und eine ausreichende Flottenstärke, um in dieser Region stark vertreten zu sein und die meisten Verluste durch die Verlegung von Schiffen zu ersetzen. Dies führte dazu, dass die italienische Führung zurückhaltend agierte und dazu neigte, Konflikte zu vermeiden. Die Kontrolle über das Mittelmeer wurde von der Regia Marina, der Royal Navy und ihren Verbündeten ausgefochten. Das Meer war für die Versorgung der italienischen und deutschen Streitkräfte in Nordafrika sowie für die Aufrechterhaltung Maltas als britische Offensivbasis von entscheidender Bedeutung. Ohne Malta konnte Großbritannien keine italienischen Konvois abfangen, um den Nachschub der Achsenmächte zu verhindern.
Radar und die Entschlüsselung italienischer Codes, insbesondere die von Boris Hagelin entwickelte C38-Chiffriermaschine, trugen ebenfalls zum britischen Erfolg bei.
Im November 1941 wurde die Versorgung der Achsenmächte in Libyen aus Italien durch die Force K unterbrochen, die mehrere italienische Konvois zerstörte und fast 70 Prozent der nach Libyen geschickten Vorräte, darunter 92 Prozent des Treibstoffs, verlor. Die auf Malta stationierte Force K und Schiffe aus Alexandria fingen am 24. November einen Konvoi der Achsenmächte ab, der von zwei italienischen Torpedobooten eskortiert wurde und von Griechenland nach Benghazi unterwegs war: Maritza und Procida. Der Konvoi befand sich etwa 100 Seemeilen (190 km) westlich von Kreta, als die Handelsschiffe von zwei britischen Kreuzern und zwei Zerstörern versenkt wurden. Die Torpedoboote entfernten sich, als klar war, dass die Schiffe nicht mehr zu retten waren. Der Verlust der Ladungen veranlasste das deutsche Kommando zu der Meldung, dass die Treibstoffsituation der Luftwaffe in Nordafrika kritisch sei. Die italienischen und deutschen Streitkräfte in Nordafrika, die mit der Operation Crusader, einer neuen alliierten Offensive, konfrontiert waren, brauchten dringend Treibstoff und Munition. Supermarina (der Generalstab der Italienischen Marine) entwickelte auf Ersuchen des Comando Supremo (Oberbefehlshaber der italienischen Streitkräfte) einen Notfallplan zur Verlagerung von Nachschub mit Hilfe von Kriegsschiffen. Die Alberico da Barbiano und die Alberto di Giussano, leichte Kreuzer der 4. Kreuzerdivision unter dem Kommando von Konteradmiral Antonino Toscano, wurden für diese Aufgabe ausgewählt.
Da Barbiano (Toscanos Flaggschiff) und Di Giussano verließen Tarent am 5. Dezember 1941 um 8:15 Uhr, erreichten Brindisi um 17:50 Uhr und luden dort etwa 50 t Nachschub. Am 8. Dezember fuhren sie weiter nach Palermo, wo sie weitere 22 t Flugbenzin aufnahmen, um einen Mangel in Libyen zu beheben, der Flugzeuge daran hinderte, Versorgungskonvois zu eskortieren. Der Treibstoff, der sich in unverschlossenen Fässern befand, wurde auf dem Achterdeck gelagert, was eine große Brandgefahr durch britisches Geschützfeuer und die Entladung der eigenen Geschütze mit sich brachte, so dass die dortigen Geschütztürme nicht benutzt werden konnten, es sei denn, der Treibstoff wurde abgelassen. Die beiden Kreuzer liefen am 9. Dezember um 17:20 Uhr ohne Begleitung von Palermo in Richtung Tripolis aus. Um 22:56 Uhr wurden sie nördlich von Pantelleria von einem britischen Aufklärungsflugzeug gesichtet, das über Ultra in das Gebiet gelenkt worden war und begann, sie zu verfolgen. Um 23:55 Uhr beschloss Toscano (der sich zu diesem Zeitpunkt in der Straße von Sizilien befand), zum Stützpunkt zurückzukehren, da die für den Erfolg der Mission erforderliche Überraschung nicht mehr gegeben war. Da Barbiano und Di Giussano erreichten Palermo am 10. Dezember um 8:20 Uhr, nachdem sie einen britischen Luftangriff vor Marettimo überstanden hatten. Für seine Entscheidung, die Mission abzubrechen, wurde Toscano vom Generalstab auf das Heftigste kritisiert.

## Auftakt
Konvoi M. 41 war für den 13. Dezember geplant, aber die Sicherung des Luftraums durch in Libyen stationierte Flugzeuge war ohne Treibstoff aus Italien nicht möglich. Am 12. Dezember wurde beschlossen, dass die Kreuzer erneut nach Tripolis aufbrechen sollten. Um noch mehr Nachschub transportieren zu können, sollte sich der Kreuzer Giovanni delle Bande Nere der Da Barbiano und der Di Giussano anschließen. Durch eine Panne am Auslaufen gehindert, musste die Ladung jedoch auf letztere übertragen werden. Die Da Barbiano und die Di Giussano waren mit 100 t Flugbenzin, 250 t Benzin, 600 t Naphtha, 900 t Lebensmitteln und 135 Matrosen beladen. Das Heck der Da Barbiano (und in geringerem Maße auch das der Di Giussano) war so dicht mit Treibstofffässern beladen, dass es nicht möglich war, die Geschütze zu drehen. Toscano hielt eine Besprechung mit seinem Stab und den Offizieren beider Schiffe ab, bei der beschlossen wurde, dass die Fässer im Falle eines Zusammentreffens mit feindlichen Schiffen über Bord geworfen werden sollten. Die Da Barbiano, und die Di Giussano und ihre einzige Eskorte, das Torpedoboot Cigno verließen Palermo am 12. Dezember um 18:10 Uhr. Die 4. Division sollte nordwestlich der Ägadischen Inseln vorbeilaufen und dann entlang der tunesischen Küste fahren mit Kurs auf Kap Bon. Zum Schutz des Konvois waren die Sicherung des Luftraums, Aufklärung sowie Angriffe aus dem Hinterhalt mit Torpedobooten geplant.
Die britische 4. Zerstörerflottille unter dem Kommando von G. H. Stokes, bestehend aus den Zerstörern Sikh, Maori, Legion und dem niederländischen Zerstörer Isaac Sweers, verließ Gibraltar am 11. Dezember, um sich der Mittelmeerflotte in Alexandria anzuschließen. Am Nachmittag des 12. Dezember sichtete eine CANT Z.1007 der Regia Aeronautica die vier Zerstörer mit einer geschätzten Geschwindigkeit von 20 kn (37 km/h) 97 km vor Algier in östlicher Richtung. Der Generalstab wurde sofort informiert, rechnete aber damit, dass die Zerstörer, selbst wenn sie ihre Geschwindigkeit auf 28 kn (52 km/h) erhöhen würden, Kap Bon erst gegen 3:00 Uhr am 13. Dezember erreichen würden, also etwa eine Stunde nach den eigenen Schiffen.
Bis zum 8. Dezember hatten die Briten die italienischen Funksignale über die italienische Nachschuboperation und ihren Kurs nach Tripolis entschlüsselt. Ein Aufklärungsflugzeug wurde gestartet, das die italienischen Schiffe am Abend des 12. Dezember sichtete. Daraufhin erhielt die 4. Zerstörerflottille, die von Westen aus auf die italienischen Schiffe zusteuerte, den Befehl, die Geschwindigkeit auf 30 kn (56 km/h) zu erhöhen und die Schiffe abzufangen. Diese Geschwindigkeit sowie eine einstündige Verspätung der Italiener (die Toscano nicht weiterleitete), machten alle früheren Berechnungen des Generalstabs über den Vorteil, den die 4. Division haben würde, zunichte. Um 22:23 Uhr wurde Toscano darüber informiert, dass er möglicherweise auf feindliche Schiffe treffen würde, worauf er um 23:15 Uhr den Befehl gab, gefechtsklar zu machen.

## Das Gefecht
Am 13. Dezember um 2:30 Uhr sichtete die 4. Zerstörerflottille die italienischen Kreuzer in der Nähe von Cap Bon. Um 2:45 Uhr, sieben Seemeilen vor Kap Bon, entdeckten die italienischen Schiffe eine Vickers Wellington, welche die Schiffe geortet hatte und Stokes über die Position der Italiener informierte. Um 3:15 Uhr änderten sie ihren Kurs auf 157°, was sie etwa eine Seemeile an die Küste von Kap Bon brachte. Fünf Minuten später gab Toscano den Befehl, mit voller Kraft voraus zu fahren und den Kurs auf 337° zu ändern, was praktisch eine Kursumkehr bedeutete. Diese plötzliche Änderung brachte die italienische Formation durcheinander, da weder die Cigno (die sich etwa zwei Meilen vor den Kreuzern befand) noch die Di Giussano (die in einer Linie der Da Barbiano folgte) den Befehl dazu erhielten. Während die Di Giussano die Kursänderung des Flaggschiffs sah und ihr folgte, bemerkte die Cigno die Änderung erst um 3:25 Uhr, wodurch sie weit hinter den beiden Kreuzern blieb.
Die alliierten Schiffe näherten sich im Schutze der Dunkelheit und unter Verwendung des Radars von achtern und überraschten so die Italiener. Gegen 3:23 Uhr feuerte die Sikh vier Torpedos aus einer Distanz von 1,3 km auf die Da Barbiano. Ein Torpedo traf das Schiff auf Höhe des vorderen Geschützturms, ein anderer den Maschinenraum. Durch das eindringende Wasser begann die Da Bariano nach Backbord zu krängen. Das Land hinter den alliierten Zerstörern machte es den Italienern unmöglich, sie zu sehen, so dass die Di Giussano nur drei Salven abfeuern konnte, jedoch ohne Wirkung. Die Sikh, die Maori und die Isaac Sweers erwiderten das Feuer. Der kombinierte Beschuss auf die italienischen Schiffe setzte die Treibstofffässer in Brand und nachdem sie gegen 3:27 Uhr von einem weiteren Torpedo getroffen worden war, kenterte die Da Barbiano gegen 3:35 Uhr und sank. 534 Männer, darunter Antonino Toscano, kamen dabei ums Leben. Um 3:27 Uhr feuerte die Legion einen weiteren Torpedo auf die Di Guissano, der das Schiff mittschiffs traf und eine große Explosion auslöste. Nachdem das Schiff mehrmals von der Isaac Sweers getroffen worden war, sank die Di Guissano um 4:20 Uhr unter dem Verlust von 283 Menschen. Nach einer kurzen Auseinandersetzung mit dem niederländischen Zerstörer Isaac Sweers rettete die Cigno fast 500 Überlebende; andere erreichten die Küste und weitere 145 Männer wurden später von italienischen Motoscafo armato silurante-Motortorpedobooten gerettet; die italienischen Verluste beliefen sich auf 817 Männer.

## Nachwirkungen
Toscanos Entscheidung, den Kurs zu ändern, wurde nie vollständig geklärt, aber es wurden verschiedene Möglichkeiten erörtert. Er könnte beschlossen haben, umzukehren, nachdem er festgestellt hatte, dass er von Flugzeugen gesichtet worden war, wie er es am 9. Dezember getan hatte. Da die Kursänderung mehr als 30 Minuten nach der Sichtung der Kreuzer angeordnet wurde, wollte er möglicherweise das Aufklärungsflugzeug über seinen tatsächlichen Kurs täuschen, dessen Abdrehen abwarten und dann wieder in Richtung Tripolis schwenken. Möglicherweise dachte er auch aufgrund des Fluglärms, dass Torpedobomber im Anflug waren, weshalb er sich weiter von der Küste und den italienischen Minenfeldern entfernen wollte, um Manövrierfreiheit zu gewinnen.